# Kharfeh Kūreh
Kharfeh Kūreh (persiska: خرفه کوره, Kharf Kūreh) är en ort i Iran.   Den ligger i provinsen Gilan, i den nordvästra delen av landet, 280 km nordväst om huvudstaden Teheran. Kharfeh Kūreh ligger 53 meter över havet och antalet invånare är 488.
Terrängen runt Kharfeh Kūreh är kuperad västerut, men österut är den platt.Runt Kharfeh Kūreh är det ganska tätbefolkat, med 134 invånare per kvadratkilometer. Närmaste större samhälle är Māsāl, 7,1 km söder om Kharfeh Kūreh. Trakten runt Kharfeh Kūreh består till största delen av jordbruksmark.